# Jean-Luc Piacentino
Jean-Luc Piacentino est un producteur de cinéma, auteur et réalisateur français.
Il vit et travaille à Paris et en Provence.

## Biographie
Il a étudié le cinéma à l’université Paris-VIII, auprès de Jean Narboni, Serge Le Péron, ainsi que Gilles Deleuze qui lui permettront d’aborder tous les genres cinématographiques, et de préciser progressivement ce qui définira son propre style.
Dès ses premiers films, il recherche un langage poétique se référant souvent à des passés lointains. Il explore dans ses travaux la fonction créatrice du temps dans la narration cinématographique.
Il enseigne plusieurs années le cinéma à l'Université Panthéon-Sorbonne et au lycée Jacques-Decour à Paris.
En 1981, il crée la société de production Les Films la Luciole, avec laquelle il produit plusieurs courts métrages avant de la consacrer uniquement à ses propres films,. Avec Épreuve en double, en 1985, il offre à Claire Nebout son premier rôle d'actrice.
Après la réalisation de courts métrages de fiction, il participe aux premières expériences de programmes en TVHD européenne, notamment avec la réalisation du programme pour France 2 : Le Portrait authentique, qui sera diffusé à l’Exposition universelle de Séville, en 1992. C'est l’une des premières expériences d’incrustations avec effet « réaliste » en haute définition européenne,. Dans cette série de six saynètes, Jean Michel Noirey interprète six portraitistes différents, de l'antiquité à la fin du XIXème siècle.
De 1994 à 2001, il est membre actif de la Commission supérieure technique de l'image et du son, au sein du groupe de recherche "Les formats et supports de production".
De 2008 à 2018, il réalise Pour l'amour de l'art, un documentaire de création sur des individus qui s'impliquent corps et âme dans des projets artistiques. On y suit entre autres la chanteuse lyrique Anna Daniela Sestito, le couple de photographes Dany Leriche et Jean-Michel Fickinger, ainsi que la troupe du Théâtre d'Art dirigée par Arnaud Devolontat. En mêlant un regard extérieur à une suggestion très sensible, Jean-Luc Piacentino adopte un style particulier, entre le documentaire et l’art vidéo.
Depuis 2012, Jean-Luc Piacentino a entamé un cycle de trois longs métrages mettant en jeu la résurgence du passé historique et l’intrusion du réel dans la fiction. Toujours en lien étroit avec l’histoire de l’art, les scenarios feront intervenir tour à tour la sculpture antique, la tapisserie du moyen âge et la gravure du XIXe siècle. Ces projets ont aussi en commun un traitement "plasticien" de l’image. L'Ombre de Vénus, avec Mathilde Mosnier, sorti en 2017, est le premier volet de cette série,. Ce film intègre dans une fiction qui se situe au Ier siècle, une partie documentaire contemporaine réalisée grâce à la collaboration de l’archéologue Luc Long.

## Filmographie

### Production
- 1982 : Torpeur Souterraine. Réalisation  Stéphan Krzesinski  (court métrage)
- 1983 : Des Versements sans fin des Danaïdes. Réalisation Christine Viale (court métrage)
- 1987 : Pascal. Réalisation Stéphan Krzesinski (court métrage)

### Production et réalisation
- 1981 : Conte de l'eau de là (court métrage)
- 1985 : Épreuve en double (court métrage)
- 1992 : Le Portrait authentique (mini-série)
- 2004 : Vide tiroir sur carré bleu (court métrage)
- 2008-2018 : Pour l'amour de l'art (documentaire)
- 2017 : L'Ombre de Vénus (long métrage)

## Distinctions
- Prix de la meilleure image au festival de l’Isle sur Sorgue 1981
- Prix Spécial du Jury au Premier Festival Européen de la TVHD de Bergame
- Sélection au Festival du Cinéma Électronique de Tokyo
- Programmation permanente à l’Exposition Universelle de Séville
- Coup de cœur Festival d’Avignon off 2012 arte.tv